# 上架乡
上架乡，是中华人民共和国湖南省衡陽市耒阳市下辖的一个乡镇级行政单位。2015年11月18日，上架乡与三都镇成建制合并设立三都镇。

## 行政区划
上架乡下辖以下地区：
上架村、珊田村、下庄村、架木村、南基村、界冲村、三江村、下石正村、古楼村、丛木塘村、流塘村、上湾村、东畔村和文冲村。